# Пол Цонгас
Пол Ефтеміос Цонгас (англ. Paul Efthemios Tsongas; нар. 14 лютого 1941, Лоуелл, Массачусетс — пом. 18 січня 1997, там само) — американський політик, сенатор США з 1979 по 1985. Член Демократичної партії.
Походив з сім'ї грецького походження. Він навчався у Дартмутському коледжі і Єльській школі права. Цонгас представляв Массачусетс у Палаті представників з 1975 по 1979.
Виграв праймеріз Демократичної партії у Нью-Гемпширі на президентських виборах у 1992 році, але програв номінацію Біллу Клінтону, який і був обраний президентом США. Помер від раку через кілька років.